# 矢吹幸太郎
矢吹 幸太郎（やぶき こうたろう、1912年（明治45年） - 2009年（平成21年）4月18日）は、日本の元裁判官・弁護士。元札幌地方裁判所判事。矢吹法律事務所初代所長。中央大学法学部卒業。福島県出身。

## 経歴
- 1939年（昭和14年）　司法官試補
- 1943年（昭和18年）　名古屋地方裁判所判事
- 1945年（昭和20年）　釧路地方裁判所帯広支部判事
- 1947年（昭和22年）　札幌地方裁判所判事
- 1951年（昭和26年）　退官し、弁護士登録。
- 1952年　北海学園大学経済学部非常勤講師（～1964年）
- 1959年　札幌弁護士会副会長
- 1971年（昭和46年）　札幌弁護士会会長。日本調停協会副理事長
- 1973年（昭和48年）　日本弁護士連合会副会長
- この後、矢吹法律事務所所長退任。

この他、司法研修所教官も務める
法律の得意分野は特になく、法律全般を扱うが、大学では、商法を講義。

## 家族
子息は、北海学園大学教授の矢吹徹雄。

## 受賞歴
- 藍綬褒章（1970年）
- 勲三等瑞宝章（1982年）
- 正五位（2009年）